# Alekséi Riazánov
Alekséi Konstantínovich Riazánov (en ruso: Алексе́й Константи́нович Ряза́нов; Kochetov, RSFS de Rusia; 27 de febrero de 1920 – Moscú, Rusia, 1 de agosto de 1992) fue un as de la aviación soviético durante la Segunda Guerra Mundial, a quien se le atribuyen más de treinta victorias aéreas en solitario. Permaneció en el ejército después de la guerra y se convirtió en mayor general.

## Biografía

### Infancia y juventud
Alekséi Riazánov nació el 27 de febrero de 1920 en el seno de una familia rusa, en la pequeña localidad de Kochetov en la gobernación de Tambov en lo que entonces era la RSFS de Rusia (la Unión Soviética no se constituyó formalmente hasta finales de 1922). En 1936. después de completar siete grados en la escuela local, asistió a la escuela de comercio. En 1938, después de graduarse en la escuela de comercio y en el club de vuelo de Vorónezh, trabajó en la construcción del metro de Moscú y luego como mecánico en una fábrica antes de ingresar en el Ejército Rojo en enero de 1939. Ese mismo año, en noviembre, se graduó en la Escuela de Pilotos de Aviación Militar de Borisoglebsk, posteriormente fue asignado al 162.º Regimiento de Aviación de Reserva. En abril de 1940 fue transferido al 89.º Regimiento de Aviación de Cazas, que utilizaba el caza Polikarpov I-16. En 1942, se afilió al Partido Comunista.

### Segunda Guerra Mundial
Inmediatamente después de la invasión alemana de la Unión Soviética, experimentó su bautismo de fuego. En ese momento, ya era un piloto sénior, por lo que rápidamente obtuvo su primera victoria aérea cuando derribó un avión de reconocimiento Henschel Hs 126 el 22 de junio de 1941. Menos de una semana después logró otro derribo, en este caso un bombardero medio alemán Heinkel He 111.
En julio de 1941 fue transferido al 28.º Regimiento de Aviación de Cazas, donde derribó dos aviones enemigos más antes de resultar gravemente herido en un combate aéreo el 7 de agosto de 1941. No fue dado de alta del hospital hasta noviembre; luego comenzó a volar en el 736.º Regimiento de Aviación de Cazas con la misión de defender la ciudad de Moscú. Permaneció en el regimiento hasta julio de 1942, después fue nuevamente transferido en este caso al 4.º Regimiento de Aviación de Cazas como comandante de escuadrón. Allí, aumentó su conteo de derribos y, a menudo, volaba con Iván Stepanenko. Cuando a la mayoría de los ases voladores del regimiento se les ofreció la oportunidad de transferirse al prestigioso 9.º Regimiento de Aviación de Cazas de la Guardia, tanto Riazánov como Stepanenko se negaron, posteriormente ambos recibieron dos veces el título de Héroes de la Unión Soviética. Como comandante de escuadrón, participó en numerosas batallas en los cielos de ciudades como Briansk, Stalingrado, Kubán, Oriol, Vítebsk, Krasnodar y otras áreas.
El 17 de septiembre de 1942, derribó un caza de fabricación italiana, Macchi C.200. Durante la lucha por el Kubán el 29 de abril de 1943, después de haber derribado un Bf 109, se enfrentó a un grupo de seis bombarderos Do-217; logró derribar un Do-217 y otro Bf 109 antes de que él mismo fuera derribado y obligado a lanzarse en paracaídas desde su Yak-9 dañado. Se vi obligado a lanzarse en paracaídas nuevamente el 22 de mayo de 1943 después de que su avión resultara dañado en un enfrentamiento aéreo que resultó en el derribo de un Bf 109. Dos días después fue nominado para el título de Héroe de la Unión Soviética por haber realizado 360 misiones de combate y haber obtenido dieciséis victorias aéreas en solitario; se le otorgó el título el 24 de agosto de 1943. Mientras la nominación estaba pendiente, resultó herido durante un enfrentamiento aéreo el 20 de julio.
En noviembre de 1944, fue ascendido al puesto de subcomandante de entrenamiento de vuelo. Durante un vuelo sobre Letonia el 26 de enero de 1945, resultó gravemente herido cuando fue alcanzado por un proyectil antiaéreo. Se desmayó casi inmediatamente después de aterrizar. Dos días después, fue nominado para el título de Héroe de la Unión Soviética por segunda vez por haber realizado 509 salidas de combate, conseguir treinta y una victorias aéreas en solitario y doce compartidas; recibió el título después del final de la guerra el 18 de agosto de 1945. Voló solo dos misiones más después de recuperarse antes de que terminara la guerra.

### Posguerra

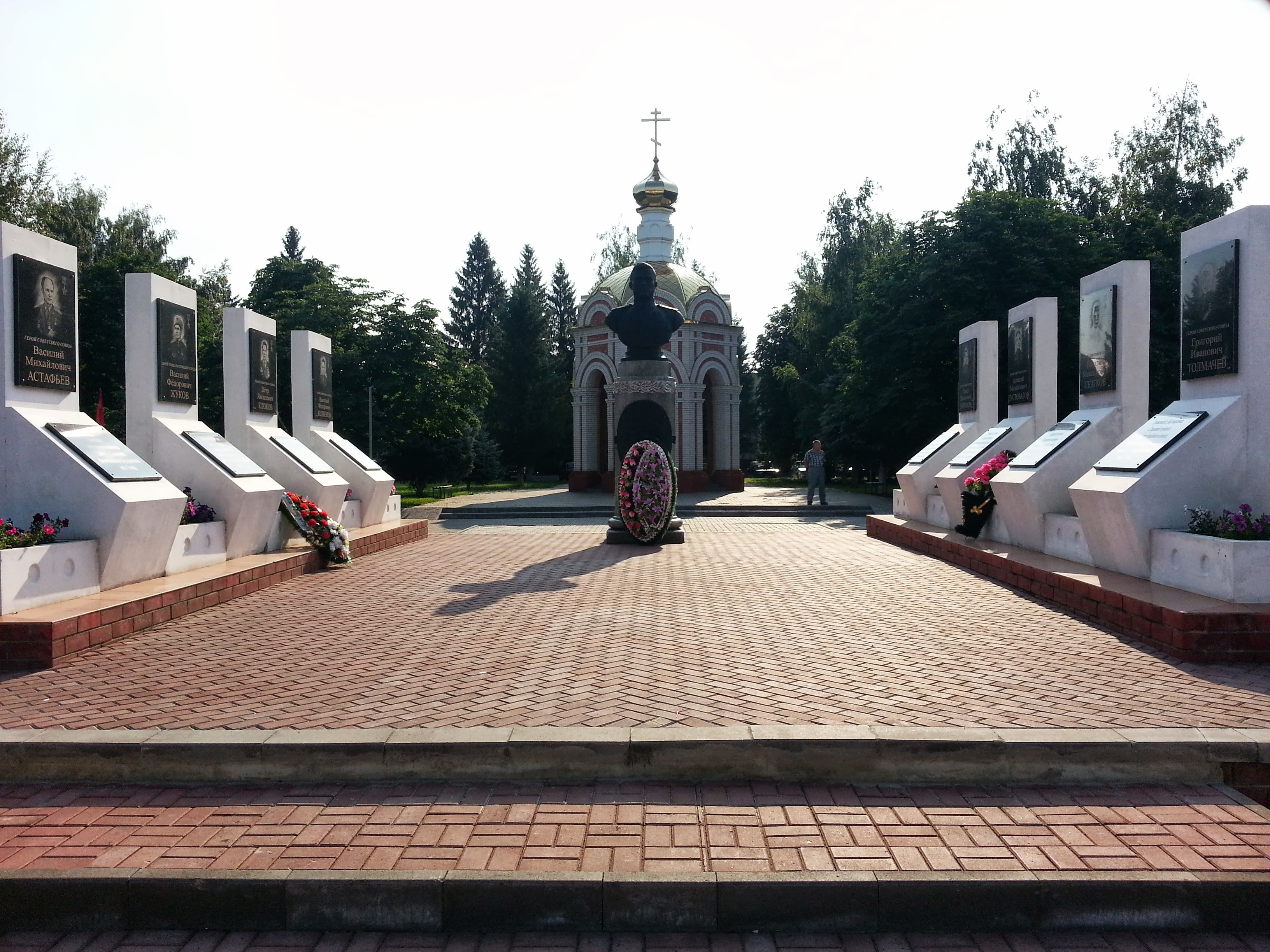
Complejo conmemorativo en Tokarevka en el óblast de Tambov (Rusia)

Después de la guerra permaneció en su regimiento hasta marzo de 1946. Al mes siguiente se graduó de la Escuela Táctica de Vuelo de Oficiales Superiores de Lípetsk de la Fuerza Aérea y se convirtió en comandante de escuadrón en el 50.º Regimiento de Aviación de Cazas. En abril de 1947 fue nombrado subcomandante de un regimiento de cazas que utilizaba el nuevo caza Lavochkin La-7, cargo que ocupó hasta diciembre de ese mismo año. En 1950 se graduó en la Academia Militar M. V. Frunze, después se convirtió en piloto sénior e inspector de vuelo. En 1958 se graduó en la Academia Militar de Estado Mayor de las Fuerzas Armadas de la URSS y de enero a abril de 1959 fue subcomandante de la 100.º División de Aviación de Combate. Luego se convirtió en el subcomandante de la 87.º División de Aviación de Cazas.
En agosto de 1960 se convirtió en comandante de la 19.ª División de Defensa Aérea de Cazas; dejó este puesto en marzo de 1962 y se dedicó a trabajar para la Oficina de Entrenamiento de Aviación de Combate. De 1967 a 1968 se convirtió en el jefe del departamento, y desde entonces hasta su jubilación fue jefe del servicio de seguridad de vuelo del Sector de Defensa Aérea Soviética. En agosto de 1975 se retiró del ejército por motivos de salud.
Durante su prolongada carrera voló en un gran número de modelos de cazas entre los que cabe destacar el La-7, MiG-17, MiG-19P, Su-9, Yak-25 y otros aviones. Murió el 1 de agosto de 1992 y fue enterrado en el cementerio Troyekúrovskoye.

## Condecoraciones
A lo largo de su carrera militar Alekséi Riazánov recibió las siguientes condecoraciones militares:
| \| | Héroe de la Unión Soviética, dos veces (24 de agosto de 1943 y 18 de agosto de 1945)                                                  |
|    | Piloto Militar Honorífico de la URSS (8 de julio de 1967)                                                                             |
|    | Orden de Lenin, tres veces (2 de octubre de 1942, 24 de agosto de 1943 y 22 de febrero de 1945)                                       |
|    | Orden de la Bandera Roja, cuatro veces (14 de febrero de 1943, 5 de noviembre de 1944, 11 de junio de 1945 y 2 de septiembre de 1954) |
|    | Orden de Alejandro Nevski (25 de octubre de 1943)                                                                                     |
|    | Orden de la Guerra Patria de 1.er grado, dos veces (1 de agosto de 1944 y 11 de marzo de 1985)                                        |
|    | Orden de la Estrella Roja (2 de agosto de 1941 y 5 de noviembre de 1954)                                                              |
|    | Orden del Servicio a la Patria en las Fuerzas Armadas de la URSS de 3.er grado (30 de abril de 1975)                                  |
|    | Medalla por el Servicio de Combate |
|    | Medalla Conmemorativa por el Centenario del Natalicio de Lenin «Al valor militar»                                                     |
|    | Medalla por la Defensa de Moscú (1944)                                                                                                |
|    | Medalla por la Defensa de Stalingrado (1942)                                                                                          |
|    | Medalla por la Defensa de Kiev (1961)                                                                                                 |
|    | Medalla por la Defensa del Cáucaso (1944)                                                                                             |
|    | Medalla por la Victoria sobre Alemania en la Gran Guerra Patria 1941-1945 (1945)                                                      |
|    | Medalla Conmemorativa del 20.º Aniversario de la Victoria en la Gran Guerra Patria de 1941-1945 (1965)                                |
|    | Medalla Conmemorativa del 30.º Aniversario de la Victoria en la Gran Guerra Patria de 1941-1945 (1975)                                |
|    | Medalla Conmemorativa del 40.º Aniversario de la Victoria en la Gran Guerra Patria de 1941-1945                                       |
|    | Medalla de Veterano de las Fuerzas Armadas de la URSS                                                                                 |
|    | Medalla del 30.º Aniversario de las Fuerzas Armadas de la URSS                                                                        |
|    | Medalla del 40.º Aniversario de las Fuerzas Armadas de la URSS                                                                        |
|    | Medalla del 50.º Aniversario de las Fuerzas Armadas de la URSS                                                                        |
|    | Medalla del 60.º Aniversario de las Fuerzas Armadas de la URSS                                                                        |
|    | Medalla del 70.º Aniversario de las Fuerzas Armadas de la URSS                                                                        |
|    | Medalla Conmemorativa del 800.º Aniversario de Moscú                                                                                  |
|    | Medalla por Servicio Impecable de 1.er grado                                                                                          |